# Analyse économique du droit
L’analyse économique du droit (Economic Analysis of Law ou Law and Economics selon l’appellation américaine) est la discipline qui cherche à expliquer les phénomènes juridiques grâce aux méthodes et concepts de la science économique. L’analyse économique du droit emprunte aux disciplines de la théorie juridique et de la science économique pour expliquer d’une nouvelle façon les phénomènes juridiques.

## Généralités
Actuellement, l’appellation “analyse économique du droit”, ou “Économie du Droit” représente les branches conjointes des études de droit et d’économie où les recherches portent sur l’analyse par les outils de la science économique des phénomènes juridiques. Par outils de l’économie, il faut comprendre principalement l’analyse coût-avantage, les concepts de coûts moyens et marginaux et plus récemment, les tests économétriques. La gamme des phénomènes juridiques étudiés va du droit civil au droit pénal, de la Constitution à la réglementation publique (public regulation). Principalement développée aux États-Unis dès les années 1960, puis exportée vers d'autres pays du monde anglo-saxon dans les années 1970, pays connaissant tous un système juridique de common law, l’analyse économique du droit a pu percer dans les pays ayant des Droits de tradition civiliste seulement à partir des années 1980.

### Relations entre les disciplines
Étant donné que l’économie du droit recoupe les champs disciplinaires de l’économie et du droit, il est important de considérer les contextes d’apparition de ce champ d’analyse dans les deux disciplines.
Du fait du chevauchement entre le système juridique et le système politique, certains aspects de l’analyse économique avaient déjà été traités par l’économie politique et la science politique, dans une tout autre optique. En effet, on retrouve cette thématique de l’interaction du juridique et de l’économique dans un grand nombre de théories économiques précédant l’analyse néoclassique dominante aujourd’hui : marxisme, École historique allemande, École de Francfort, École institutionnaliste ou même certains aspects de l’économie classique.
Dans une optique plus juridique, plusieurs mouvements ont aussi réclamé une plus grande compréhension de l’économie par le droit. Le courant du Legal Realism (réalisme juridique) a ainsi insisté, à partir des années 1920 jusqu’après la Deuxième Guerre Mondiale, sur le besoin que peuvent avoir les juristes de connaître le fonctionnement des marchés et de la sphère économique pour mieux comprendre leurs propres activités, forcément biaisées selon eux. Plus récemment et en héritiers du mouvement précédent, le mouvement des « Critical Legal Studies » revendique aussi, dans une certaine mesure, l’étiquette d’analyse économique du droit. Il ne se focalise cependant pas sur l’utilisation des méthodes néoclassiques et préfèrent axer ses recherches sur les notions de conflits, de rapports de force et de hiérarchie.

## Histoire

### Prémices
Dès le XVIIIe siècle, on trouve des discussions touchant aux effets économiques des textes législatifs comme dans les écrits d'Adam Smith et de Hume. Marx ayant beaucoup insisté sur la nécessité de prendre en compte les relations entre l'infrastructure, lieu des rapports économiques d’exploitation, et la superstructure, lieu de création des rapports juridiques et politiques reflétant et influençant à son tour l'infrastructure économique.
L'analyse économique du droit (ou "économie du droit") a subi une évolution majeure au cours du XXe siècle. Elle est initialement apparue avec les travaux de certains juristes et économistes au début du XXe siècle aux États-Unis (notamment John Rogers Commons), souvent rattachés à l’école institutionnaliste américaine. 
L'économie du droit consistait alors, dans l’optique institutionnaliste, en l'analyse des rapports entre sphère juridique et sphère économique : il s'agissait de comprendre comment ces deux sphères s'influençaient mutuellement dans une perspective extrêmement descriptive et avec un grand luxe de détails. Toujours utilisée par certains chercheurs, cette approche a néanmoins largement décliné après la Seconde Guerre mondiale. 
Cependant, l’application des outils de l’analyse néoclassique pour étudier le droit régulant des activités non marchandes est un fait relativement nouveau.

### Développements contemporains
Ce que l’on appelle aujourd’hui l’analyse économique du droit provient en grande partie de deux articles publiés en 1960 et 1961, respectivement de Ronald Coase et Guido Calabresi. L’article du premier, "The Problem of Social Cost" , à l'origine du célèbre « théorème de Coase », et du second, "Some Thoughts on Risk Distribution and the Law of Torts" ont des origines indépendantes de par l’origine de leurs auteurs. Traitant de la résolution de problèmes d’externalités, ils offrirent une nouvelle perspective pour les juristes et les économistes de leur temps. Ils peuvent ainsi être considérés comme le point de départ de la nouvelle analyse économique du droit.
À partir des années 1960, l'économie du droit se transforme pour devenir analyse économique du droit. Cette évolution trouve son origine dans les travaux de l'école de Chicago et les apports d'auteurs tels que le Prix Nobel Gary Becker, le juge et théoricien Richard Posner ou encore George Stigler. Dès lors, l'objet d'étude de l'économie du droit change : il s'agit d'analyser à l'aide des outils de la microéconomie traditionnelle la production et les conditions d'efficacité des règles de droit. Cette évolution participe au mouvement plus large que certains ont qualifié "d'impérialisme économique" et qui consiste à étendre à des domaines étrangers à la sphère économique la méthodologie de l'économie néoclassique. Il ne s'agit plus ici de comprendre comment sphères économique et juridique s'influencent mutuellement, mais plus "simplement" de s'interroger sur le processus de "production" des règles de droit (démarche positive) et sur la mise en place de règles de droit optimales au sens économique (démarche normative). Le droit devient un simple système d'allocation de ressources et de fixation des prix, dont il faut comprendre le fonctionnement pour fixer les prix au niveau optimal afin d'atteindre l’efficience globale du système.
Dans les années 1970, la littérature sur le sujet s’est répandue grâce aux deux journaux du champ, le Journal of Law and Economics et le Journal of Legal Studies, créés respectivement par Aaron Director et Richard Posner. À la même période, Henry Manne (ancien élève de Coase) entreprit de créer le « Center for Law and Economics » pour une meilleure diffusion des idées de ce courant auprès du milieu juridique américain. Il obtint l’aide de la fondation John M. Olin, qui a aussi joué un rôle très important dans l’installation de ce genre de recherches dans de nombreuses universités américaines comme Harvard, Yale, Chicago, Stanford, Georgetown, Michigan, etc.

### Le rôle de l’université de Chicago
L’Université de Chicago a joué un rôle pionnier dans l'élaboration de l’analyse économique du droit. Héritant d’une tradition forte de pluridisciplinarité, d’un cursus de droit ouvert à l’économie très tôt (avec Henry C. Simons comme professeur dans les années 1940) et d’une équipe d’économistes talentueux, cette université a été le lieu privilégié des premières rencontres, sous les auspices de l’analyse néoclassique, entre juristes et économistes. Des économistes comme George Stigler montreront aussi un vif intérêt dans le droit comme objet d’étude et auront la possibilité de publier dans les deux journaux mentionnés plus haut.
Professeurs de droit de la concurrence (ou « Antitrust »), Edward Levi et Aaron Director ont influencé un grand nombre de juristes par leurs cours mêlant droit et économie. Ce sera A. Director qui fera se rencontrer les personnes les plus importantes pour le développement de ce courant : Gary Becker, Richard Posner et William Landes.

## Une analyse économique du droit positive et normative
On divise souvent l’analyse économique du droit en deux branches que l’on voudrait distinctes mais qui se recoupent très souvent. Cependant, la distinction a un intérêt au sens où elle permet de saisir les différents types d’objectifs que peut poursuivre le juriste ou l’économiste pratiquant ce genre de recherche.

### Analyse positive
L’analyse économique positive du droit utilise les outils de l’analyse économique pour décrire et prédire les effets des règles de droit sur les comportements des agents. Ainsi, on peut décrire et comparer les effets d’un système de négligence contre un système de responsabilité objective et en déduire les réponses rationnelles que les agents vont produire si l’un des deux modèles de responsabilité est appliqué. Dans un premier temps, Richard Posner s’est fait le défenseur de ce type d’analyse avant de reconnaître le penchant normatif inhérent à ses travaux.
De plus, on a parfois prétendu avoir recours à ce type d’analyse pour expliquer la création et le développement des règles juridiques à travers un processus de sélection tendant vers l’efficience .

### Analyse normative
L’analyse économique normative du droit franchit un seuil méthodologique en produisant des recommandations de politiques publiques sur la base de comparaison et de calcul d’efficience. Au centre de ce type d’analyse, on trouve la notion d’efficience. Sa définition la plus lâche est celle de pareto-optimalité. Une règle juridique est dite « pareto-optimale » si elle ne peut être changée sans rendre ne serait ce qu’une personne dans une position inférieure à celle d’avant le changement (c’est la définition qui requiert le moins d’hypothèse normative quant à sa construction). Une définition plus forte, en termes d’hypothèses, est le critère de Kaldor-Hicks qui autorise le changement précédent si les pertes globales peuvent être compensées (peu importe que ce soit réellement ou virtuellement) par les gains globaux.

## Domaines d’analyse

### Les principaux acteurs du champ
Comme dit précédemment, un grand nombre de noms de l’analyse économique du droit sont associés à l’Université de Chicago. Cela inclut les récipiendaires du prix Nobel d'économie Ronald Coase et Gary Becker, les juges de Cour d’Appel Frank Easterbrook et Richard Posner et l’économiste William Landes. Un autre juge de Cour d’Appel, Guido Calabresi est lui à l’origine du courant dit de « New Haven », basé à l’Université Yale. Les protagonistes plus récents sont Robert Cooter, Thomas Ulen, Richard Epstein, David Friedman, Michael Trebilcock, Louis Kaplow, Steven Shavell, Roberto Galbiati …

### Développements récents
L’analyse économique du droit a bourgeonné en de multiples sous champs d’analyse. En effet, l’utilisation de la théorie des jeux, la remise en question de la rationalité de l'agent économique sur la foi d'enseignements de la psychologie cognitive (Behavioral Law and Economics) ainsi qu’un usage accru de l’économétrie et des statistiques ont largement contribué à l’explosion du champ vers des modèles de plus en plus complexes. Un des développements le plus récent est basé à l’université de George Mason et cherche à appliquer les principes de la neuroéconomie à l’analyse économique du droit, sous l’impulsion du prix Nobel, Vernon L. Smith.

## Critique
Malgré son influence, l’analyse économique du droit a été critiquée sur de nombreux points. Puisque la plupart des recherches dans ce courant utilisent la boîte à outils néoclassique, les critiques fondamentales faites à ce modèle ont aussi été faites à l’économie du droit. Une critique récurrente est le fait que la théorie de l’agent rationnel n’est pas une représentation satisfaisante de la réalité en raison de sa trop grande simplification du comportement des agents.
Une autre critique souvent formulée concerne le manque de considération pour les objectifs de redistribution que, aux yeux de certains, le droit promeut et que l'approche néo-classique relègue aux décisions politiques, analysées, du point de vue économique, par le courant de la Théorie des choix publics (Public Choice). Le courant critique le plus virulent est celui des « Critical Legal Studies », représenté par Duncan Kennedy et Mark Kelman.  

## Influence actuelle
Aux États-Unis, l’analyse économique du droit est un mouvement très influent. Certaines décisions de justice font référence à des concepts empruntés à la science économique ou citent des articles liés à ce courant. Cette influence a aussi eu des effets sur l’enseignement du droit puisque presque toutes les universités proposent maintenant des cours d'analyse économique du droit, voire des programmes doctoraux.  
En Europe, le mouvement a connu ses premières percées dès le début des années 1980 dans les pays germanophones et néerlandophones. De là, et grâce à l'action de la European Association of Law and Economics, cet intérêt s'est étendu à bon nombre d'autres pays européens. La France, comparée à ses voisins, connaît peu de spécialistes de ce type d'analyse malgré la volonté affichée par certains juristes et certaines juridictions (comme la Cour de cassation) de voir appliquer de telles analyses.